# Il bandito e la signorina
Il bandito e la signorina (The Great Divide) è un film del 1929 diretto da Reginald Barker: girato in versione muta, venne poi sonorizzato e distribuito nelle sale nelle due versioni.

Si tratta del remake di The Great Divide diretto dallo stesso regista e che era stato interpretato da Alice Terry per la MGM.

Entrambi i film prendono spunto dal lavoro teatrale di William Vaughn Moody, che fu adattato per lo schermo anche in altre versioni cinematografiche: nel 1915, in The Great Divide di Edgar Lewis e, nel 1931, in Woman Hungry di Clarence G. Badger.

## Trama
Stephen Ghent ha deciso, dopo 15 anni, di vendere la sua miniera che si trova sul confine con il Messico. In attesa dei venditori, si reca all'annuale grande Fiesta, dove incontra Ruth, figlia di un suo vecchio socio, morto da alcuni anni. La ragazza è la dimostrazione della decadenza dei costumi della società, uno stanco virgulto senza slanci ideali: Stephen decide che non è ancora troppo tardi per lei e così la rapisce, portandola a vivere in mezzo alla natura.

## Produzione
Il film fu prodotto dalla First National Pictures. Girato a cavallo tra cinema muto e sonoro, il film che era stato girato muto, venne sonorizzato con il sistema Vitaphone che consisteva nell'utilizzo di tracce sonore registrate su disco sincronizzate alle immagini durante la proiezione.

## Distribuzione
Distribuito dalla First National Pictures, il film uscì nelle sale statunitensi prima in versione sonora il 15 settembre, per poi essere distribuito anche in quella muta, uscendo il 27 ottobre 1929.

### Data di uscita
- USA	15 settembre 1929	 (versione sonora)
- USA	27 ottobre 1929	 (versione muta)

Alias
- The Great Divide	USA (titolo originale)
- Il bandito e la signorina 	Italia
- Tango tis agapis	Grecia